# Trypophyllum glabrifrons
Trypophyllum glabrifrons är en insektsart som beskrevs av Karsch 1890. Trypophyllum glabrifrons ingår i släktet Trypophyllum och familjen torngräshoppor. Inga underarter finns listade i Catalogue of Life.